# 布倫巴赫河 (慕尼黑)
48°10′45″N 11°37′34″E / 48.17917°N 11.62611°E

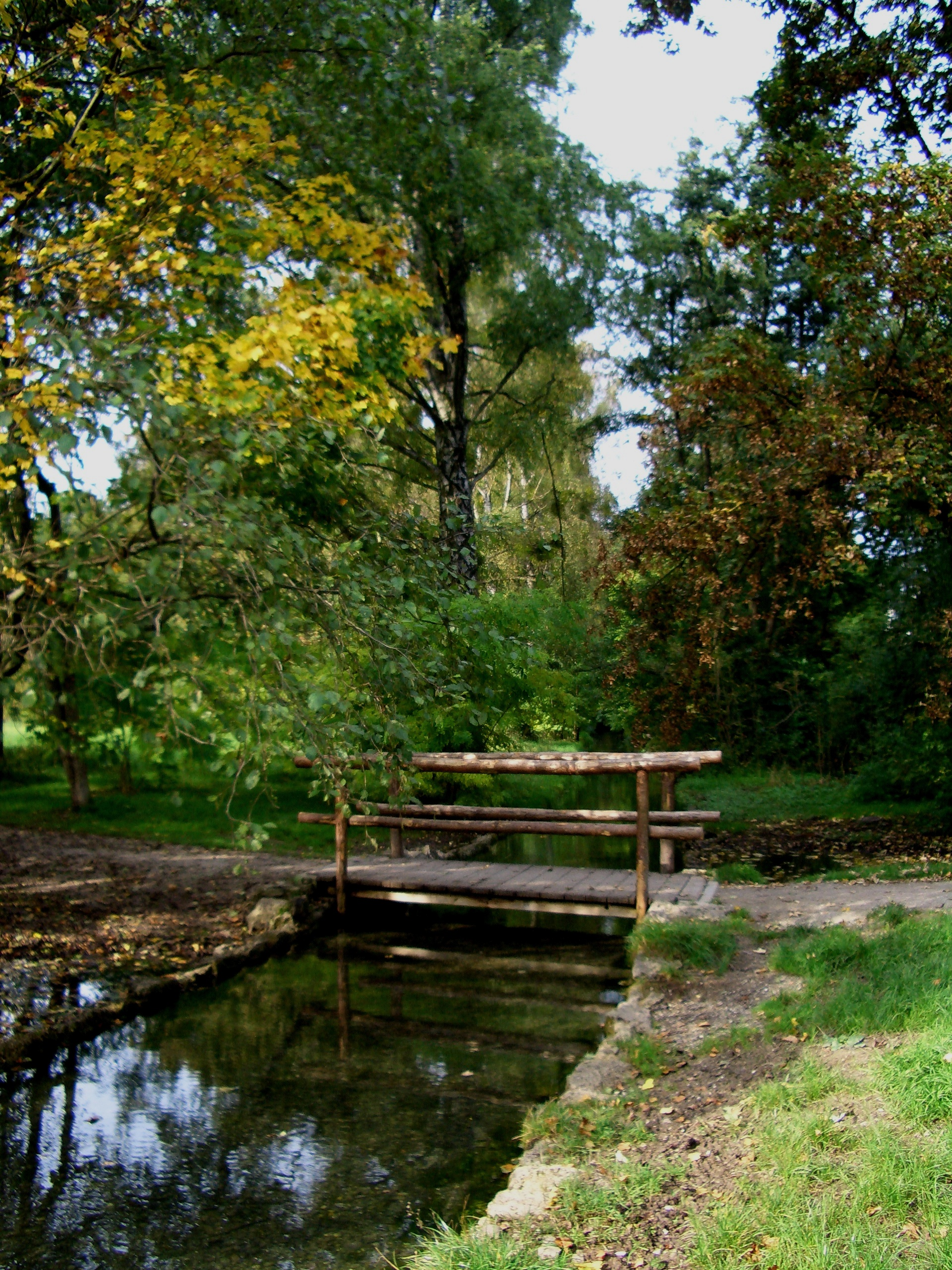

布倫巴赫河（德語：Brunnbach），是德國的河流，位於該國東南部，由巴伐利亞負責管轄，屬於伊薩爾河的右支流，流經慕尼黑的博根豪森，河道全長3公里。